# Helius mouensis
Helius mouensis là một loài ruồi trong họ Limoniidae. Chúng phân bố ở miền Australasia.